# Andorra i olympiska vinterspelen 2014
Andorra deltog med sex deltagare vid de olympiska vinterspelen 2014 i Sotji. Ingen av landets deltagare erövrade någon medalj.

## Alpin skidåkning
- Joan Verdú
- Kevin Esteve Rigail
- Marc Oliveras
- Mireia Gutiérrez

## Skidskytte
- Laure Soulié

## Snowboard
- Lluis Marin Tarroch